# Zdobycie Aszur
Zdobycie Aszur – starcie zbrojne, które miało miejsce w 614 r. p.n.e. Zdobycie miasta Aszur przez wojska medyjskie pod dowództwem króla Kyaksaresa zapoczątkowało serię porażek Asyryjczyków, które zakończyły się ostatecznym upadkiem państwa. Samo miasto zostało gruntownie zniszczone i nie odzyskało więcej swojego znaczenia.

## Pierwszy atak
Dawna stolica Asyrii Aszur po śmierci Aszurbanipala znalazła się pod rządami jego syna Sin-szar-iszkuna. Jak informuje Kronika babilońska w 615 r. p.n.e. nastąpił pierwszy atak Babilończyków pod dowództwem Nabopolassara na miasto:
Jedenastego roku [615-614]: Król Akkadu (tj. król Babilonu Nabopolassar) zebrał swoją armię, pomaszerował wzdłuż brzegu Tygrysu i w miesiącu ajaru on rozłożył obóz naprzeciwko Aszur. Na dniu miesiąca simanu zorganizował atak na miasto, ale go nie zdobył. Król Asyrii zebrał swoją armię, odepchnął króla Akkadu od Aszur i pomaszerował za nim do Tikritu, miasta na brzegu Tygrysu. Król Akkadu swoją armię umieścił w fortecy Takrit. Król Asyrii i jego armia rozłożyli się naprzeciw armii króla Akkad, który został okrążony w Takricie i toczyli walki przez dziesięć dni. Ale król Asyrii nie zdobył miasta. Natomiast armia króla Akkadu, który został zamknięty w fortecy, zadała główną klęskę Asyrii. Król Asyrii i jego armia rozpoczęli odwrót i wrócili do domu.

## Upadek miasta
Miasto zostało zdobyte w wyniku szybkiego ataku wojsk medyjskich w 614 r. p.n.e. Oblężenie nie trwało długo, dlatego Asyryjczycy nie mogli zorganizować na czas odsieczy:
Dwunastego roku [614-613]: W miesiącu âbu Medowie, gdy zmierzali przeciwko Niniwie, pośpiesznie zawładnęli Tarbisu, miastem w okręgu Niniwy. Poszli wzdłuż Tygrysu i rozłożyli się naprzeciw Aszur. Stoczyli bitwę przeciw miastu i zniszczyli je. Dokonali wielkich strat w ludziach, pojmali ich a (miasto) splądrowali. Król Akkadu i jego armia, która poszła, by pomóc Medom, nie dotarła na bitwę w samą porę. Miasto zostało wzięte. Król Akkadu i Kyaksares, król Medów spotkali się w mieście i razem zawarli porozumienie. Później, Kyaksares i jego armia udała się do domu.